# Promozione 1987-1988
Nella stagione 1987-1988, la Promozione era il sesto livello del calcio italiano (il primo livello regionale).
Il campionato è strutturato in vari gironi all'italiana su base regionale, gestiti dai Comitati Regionali di competenza. Promozioni alla categoria superiore e retrocessioni in quella inferiore non erano sempre omogenee; erano quantificate all'inizio del campionato dal Comitato Regionale secondo le direttive stabilite dalla Lega Nazionale Dilettanti, ma flessibili, in relazione al numero delle società retrocesse dal Campionato Interregionale e perciò, a seconda delle varie situazioni regionali, la fine del campionato poteva avere degli spareggi sia di promozione che di retrocessione.

## Campionati
- Promozione Abruzzo 1987-1988
- Promozione Basilicata 1987-1988
- Promozione Calabria 1987-1988
- Promozione Campania-Molise 1987-1988
- Promozione Emilia-Romagna 1987-1988
- Promozione Friuli-Venezia Giulia 1987-1988
- Promozione Lazio 1987-1988
- Promozione Liguria 1987-1988
- Promozione Lombardia 1987-1988
- Promozione Marche 1987-1988
- Promozione Piemonte-Valle d'Aosta 1987-1988
- Promozione Puglia 1987-1988
- Promozione Sardegna 1987-1988
- Promozione Sicilia 1987-1988
- Promozione Toscana 1987-1988
- Promozione Trentino-Alto Adige 1987-1988
- Promozione Umbria 1987-1988
- Promozione Veneto 1987-1988